# Parque das Américas (Uberaba)
Parque das Américas é um bairro da zona sul do município de Uberaba, no estado de Minas Gerais. É o terceiro mais populoso do município, com uma população de cerca de 100 mil habitantes.
Possui significativa influência comercial na cidade abrigando hotéis, a Delegacia Regional de Polícia Civil, e a CIRETRAN (Circunscrição Regional de Trânsito). Além disso, oferece acesso rápido ao Aeroporto de Uberaba, ao Shopping Uberaba e ao Terminal Rodoviário de Uberaba, dada a proximidade. A ABCZ (Associação Brasileira dos Criadores de Zebu), localizada na Avenida João XXIII, é um dos principais pontos turísticos da região, principalmente durante a exibição da feira ExpoZebu. Na mesma avenida, localiza-se ainda o Memorial Chico Xavier, anexo ao Parque Municipal Mata do Carrinho. A antiga residência do médium Chico Xavier, atualmente transformada em museu e denominada "Casa de Memórias e Lembranças Chico Xavier", situa-se na rua Dom Pedro I.
Waldo Vieira foi um dos que se dedicaram à edificação deste bairro em 1959, onde veio a morar com Chico Xavier pelos sete anos seguintes. Foi também neste bairro que o mecânico e inventor Alfredo Moser, desenvolveu a lâmpada de garrafa PET, que mais tarde foi replicada por Illac Diaz no projeto “Liter of Light”.